# Fronton, Haute-Garonne
Fronton (okcitansko Frontonh) je naselje in občina v južnem francoskem departmaju Haute-Garonne regije Jug-Pireneji. Leta 2008 je naselje imelo 5.384 prebivalcev.

## Geografija
Naselje leži v pokrajini Languedoc 28 km severno od Toulousa.

## Uprava
Fronton je sedež istoimenskega kantona, v katerega so poleg njegove vključene še občine Bouloc, Bruguières, Castelnau-d'Estrétefonds, Cépet, Gargas, Gratentour, Labastide-Saint-Sernin, Lespinasse, Saint-Jory, Saint-Rustice, Saint-Sauveur, Vacquiers, Villariès, Villaudric in Villeneuve-lès-Bouloc z 31.045 prebivalci.
Kanton Fronton je sestavni del okrožja Toulouse.

## Spomeniki
- Mestna hiša.
- Cerkev.
- Vojna spomenik.

## Zanimivosti
- notredamska cerkev z romanskim portalom iz 12. stoletja, zvonikom iz 17. stoletja,
- Fronton je središče ene najstarejših vinskih regij (Côtes du Frontonnais) na ozemlju Francije, kjer se prideluje vino s kontroliranim poreklom z osnovo (50%) na domačem temnordečem grozdju négrette.